# 19140 Jansmit
19140 Jansmit è un asteroide della fascia principale. Scoperto nel 1989, presenta un'orbita caratterizzata da un semiasse maggiore pari a 2,3232462 UA e da un'eccentricità di 0,2539067, inclinata di 21,62682° rispetto all'eclittica.
L'asteroide è dedicato al geologo e paleontologo tedesco Jan Smit.